# Гундяев, Николай Михайлович
Николай Михайлович Гундяев (18 ноября 1940, Ленинград, РСФСР, СССР — 30 декабря 2021, Санкт-Петербург, Россия) — митрофорный протоиерей, почётный настоятель Спасо-Преображенского собора в Санкт-Петербурге, профессор. Ректор Ленинградской духовной академии (1986—1987).
Старший брат патриарха Московского и всея Руси Кирилла.

## Биография
Родился 18 ноября 1940 года в Ленинграде в семье главного механика военного завода Михаила Гундяева и Раисы Владимировны Гундяевой. В годы Великой Отечественной войны находился в блокадном Ленинграде.
В 1959—1963 годах учился в Ленинградской духовной семинарии, затем продолжил образование в Ленинградской духовной академии.
12 сентября 1966 года митрополитом Ленинградским и Ладожским Никодимом (Ротовым) рукоположён во диакона, а 5 февраля 1967 года — во иерея.
Окончил в 1967 году Ленинградскую духовную академию со степенью кандидата богословия, и был оставлен в ней в качестве профессорского стипендиата. В 1971 года был возведен в сан протоиерея
19 июля 1972 года протоиерей Николай Гундяев был назначен секретарём комиссии Священного Синода по вопросам христианского единства и межцерковных сношений. 13 февраля 1973 года он стал заместителем председателя Отдела внешних церковных сношений. В 1976—1977 годы — заведовал аспирантурой в Московской Духовной Академии, 4 апреля 1977 года был освобождён от должности заместителя председателя Отдела внешних церковных сношений. Трудясь в ОВЦС, готовил материалы и составлял различные документы. По словам его брата, патриарха Кирилла: «Все общецерковные документы в своё время составлялись при его прямом участии. Нередко он был автором этих документов, но они никогда не выходили под его именем, потому что имели общецерковный авторитет. Он помогал многим архипастырям, в том числе составляя важные тексты, которые они оглашали, неся ответственность за важные направления церковного служения, а отец Николай оставался в тени».
25 мая 1977 года был назначен настоятелем Спасо-Преображенского собора в Санкт-Петербурге.
2 марта 1986 года был освобождён от настоятельства Спасо-Преображенского собора, назначен исполняющим обязанности ректора Ленинградских духовных академии и семинарии и 15 марта 1986 года — утверждён в должности ректора. 22 июня 1987 года протоиерей Николай Гундяев был освобожден от должности ректора Ленинградских духовных школ, а 23 июня того же года — вновь назначен настоятелем Спасо-Преображенского собора. Остался преподавателем Ленинградских (затем Санкт-Петербургских) духовных школ, где преподавал патрологию до сентября 2004 года. 11 августа 2014 года был освобождён от должности настоятеля Спасо-Преображенского собора с оставлением в должности его почётного настоятеля.
29 декабря 2021 года в Актовом зале СПбДА Учёный совет и Общее собрание преподавателей присвоили ему звание «Почётный член СПбДА».
Скончался 30 декабря 2021 года на 82-м году жизни после тяжёлой продолжительной болезни. 2 января 2022 года отпевание в Спасо-Преображенском соборе Санкт-Петербурга совершил младший брат новопреставленного — патриарх Московский и всея Руси Кирилл. Погребение протоиерея Николая Гундяева состоялось на Никольском кладбище Александро-Невской лавры.

## Семья
- отец — Михаил Васильевич Гундяев (5 января 1907 — 13 октября 1974), протоиерей
- мать — Раиса Владимировна Гундяева (в девичестве Кучина; 7 ноября 1909 — 2 ноября 1984) — преподаватель немецкого языка в школе, в последние годы домохозяйка
- младший брат — патриарх Московский и всея Руси Кирилл
- младшая сестра — Елена, проректор по культуре Санкт-Петербургской духовной академии, декан Факультета церковных искусств СПбДА. Заслуженный деятель искусств Российской Федерации (2019)[7].
- сын — протоиерей Михаил Гундяев (род. 25 апреля 1968)[8][9].

## Публикации
- Бог и человек: что в новом творении уже исполнилось и чего мы можем ожидать // Журнал Московской Патриархии. 1974. — № 5. — С. 72-77.
- Для единства и мира по завету Христа // Журнал Московской Патриархии. 1979. — № 4. — С. 49-56
- Высокопреосвященный митрополит Серафим, бывший Крутицкий и Коломенский [некролог] // Журнал Московской Патриархии. 1979. — № 6. — С. 14.
- Интервью [«Журналу Московской Патриархии»] // Журнал Московской Патриархии. 1986. — № 12. — С. 25-26.
- Святоотеческое богословие и секулярный мир // Православное богословие на пороге третьего тысячелетия. — М., 2000. — С. 252—258

## Награды

### Церковные
- Орден Святого равноапостольного великого князя Владимира II степени (1977)
- Орден Преподобного Сергия Радонежского II степени (2000)
- Орден Святителя Макария, митрополита Московского (2010)[10]
- Орден Преподобного Андрея Рублёва II степени (2004)[11]
- Медаль святого апостола и евангелиста Иоанна Богослова II степени (Санкт-Петербургская православная духовная академия, 2016)[12]

### Светские
- Медаль «В память 300-летия Санкт-Петербурга» (2003 год)[13]
- другие юбилейные медали
- Знак «Жителю блокадного Ленинграда»[14].